# Shigemi Ishii
Shigemi Ishii (7 luglio 1951) è un ex calciatore giapponese, di ruolo difensore.

## Statistiche

### Presenze e reti nei club
| Stagione | Squadra           | Campionato | Campionato | Campionato |
| Stagione | Squadra           | Comp       | Pres       | Reti       |
| -------- | ----------------- | ---------- | ---------- | ---------- |
| 1976     | Furukawa Electric | JSL1       | 18         | 0          |
| 1977     | Furukawa Electric | JSL1       | 18         | 2          |
| 1978     | Furukawa Electric | JSL1       | 18         | 0          |
| 1979     | Furukawa Electric | JSL1       | 18         | 1          |
| 1980     | Furukawa Electric | JSL1       | 18         | 1          |
| 1981     | Furukawa Electric | JSL1       | 16         | 0          |
| 1982     | Furukawa Electric | JSL1       | 17         | 0          |
| 1983     | Furukawa Electric | JSL1       | 13         | 0          |
| 1984     | Furukawa Electric | JSL1       | 12         | 1          |
| 1985-86  | Furukawa Electric | JSL1       | 1          | 0          |
|          | Totale            |            | 149        | 5          |